# Jessica Rossi
Jessica Rossi (ur. 7 stycznia 1992 r. w Cento) – włoska strzelczyni specjalizująca się w trapie, mistrzyni olimpijska, trzykrotna indywidualna mistrzyni świata.

## Igrzyska olimpijskie
Na igrzyskach zadebiutowała podczas igrzysk olimpijskich w 2012 roku w Londynie, zdobywając złoty medal w trapie. Zarówno w kwalifikacjach, jak i finale pobiła nowe rekordy olimpijskie i świata. Cztery lata później w Rio de Janeiro odpadła w półfinale, zostając sklasyfikowaną na szóstym miejscu.
| Igrzyska | Miejscowość    | Konkurencja | Kwalifikacje | Kwalifikacje | Półfinał | Półfinał | Finał | Finał   |
| Igrzyska | Miejscowość    | Konkurencja | Wynik        | Pozycja      | Wynik    | Pozycja  | Wynik | Pozycja |
| -------- | -------------- | ----------- | ------------ | ------------ | -------- | -------- | ----- | ------- |
| IO 2012  | Londyn         | Trap        | 75           | 1. Q         | —        | —        | 99    | złoto   |
| IO 2016  | Rio de Janeiro | Trap        | 69           | 2. Q         | 10       | 6.       | NQ    | NQ      |